# 遠藤汰月
遠藤 汰月（えんどう たつき、2006年2月14日 - ）は、中央競馬（JRA）・美浦トレーニングセンターの騎手。福島県出身。

## 来歴
2022年に競馬学校騎手課程に入学（第41期）。
2025年3月に美浦・伊藤伸一厩舎から騎手デビュー。2025年4月20日の福島4R（4歳以上1勝クラス）でパープルナイトに騎乗して1着となり、JRA初勝利を挙げた。

## 騎乗成績

### 概要
|        | 日付         | 競馬場・開催   | 競走名           | 馬名             | 頭数 | 人気 | 着順 |
| ------ | ------------ | -------------- | ---------------- | ---------------- | ---- | ---- | ---- |
| 初騎乗 | 2025年3月1日 | 2回中山1日目2R | 3歳未勝利        | ライブリブランコ | 16頭 | 16   | 10着 |
| 初勝利 | 2025年4月5日 | 1回福島4日目8R | 4歳以上1勝クラス | パープルナイト   | 15頭 | 6    | 1着  |

### 年度別成績
遠藤汰月の年度別成績（netkeiba.com）参照